# جبر هوبف
جبر هوبف هو أحد فروع الجبر التجريدي، له استخدامات عدة ضمن نظريات ميكانيكا الكم.
سمي جبر هويف نسبة لهاينز هوبف Heinz Hopf، ويشكل نمطا خاصا من البنى ثنائية الجبرية bialgebra : أي انها في نفس الوقت جبر تجميعي Associative algebra واحدي وأيضا جبر مرافق coalgebra.
ينشأ جبر هويف بشكل طبيعي في الطوبولوجيا الجبرية، حيث ينشأ ويرتبط بمصطلح فضاء-إتش H-space، في نظرية مخطط المجموعة group scheme، وفي عدة أماكن أخرى، جاعلا منهم الأنماط الأكثر شهرة في الجبر الثنائي bialgebra.
يدرس جبر هوبف بشكل مستقل ضمن عمل كثيف حول صفوف خاصة من جهة أو مشكلات التصنيف من جهة أخرى.

## اقرأ أيضا
- جبر تجريدي
- اهتزاز هوبف